# Onofrio Gabrieli
Onofrio Gabrieli (Gesso, 2 aprile 1619 – Gesso, 26 settembre 1706) è stato un pittore italiano.

## Biografia
Dopo un soggiorno a Messina per gli studi, Gabrieli si trasferì a Roma, dove entrò nella scuola di Pietro da Cortona. Dal 1641 soggiornò in Veneto e verso il 1650 tornò a Messina, dove continuò l'attività pittorica e lavorò come ingegnere.
Nel 1678 lasciò la città in seguito alla repressione spagnola e si recò in Francia, per poi fare ritorno in Italia. Dopo l'indulto di Filippo V di Spagna, tornò a Messina, dove rimase fino alla morte.
Nel 1983, il pittore è stato protagonista di una mostra nel suo paese natio che raccoglieva una ventina di opere presenti tra la Sicilia ed il Veneto.

## Opere

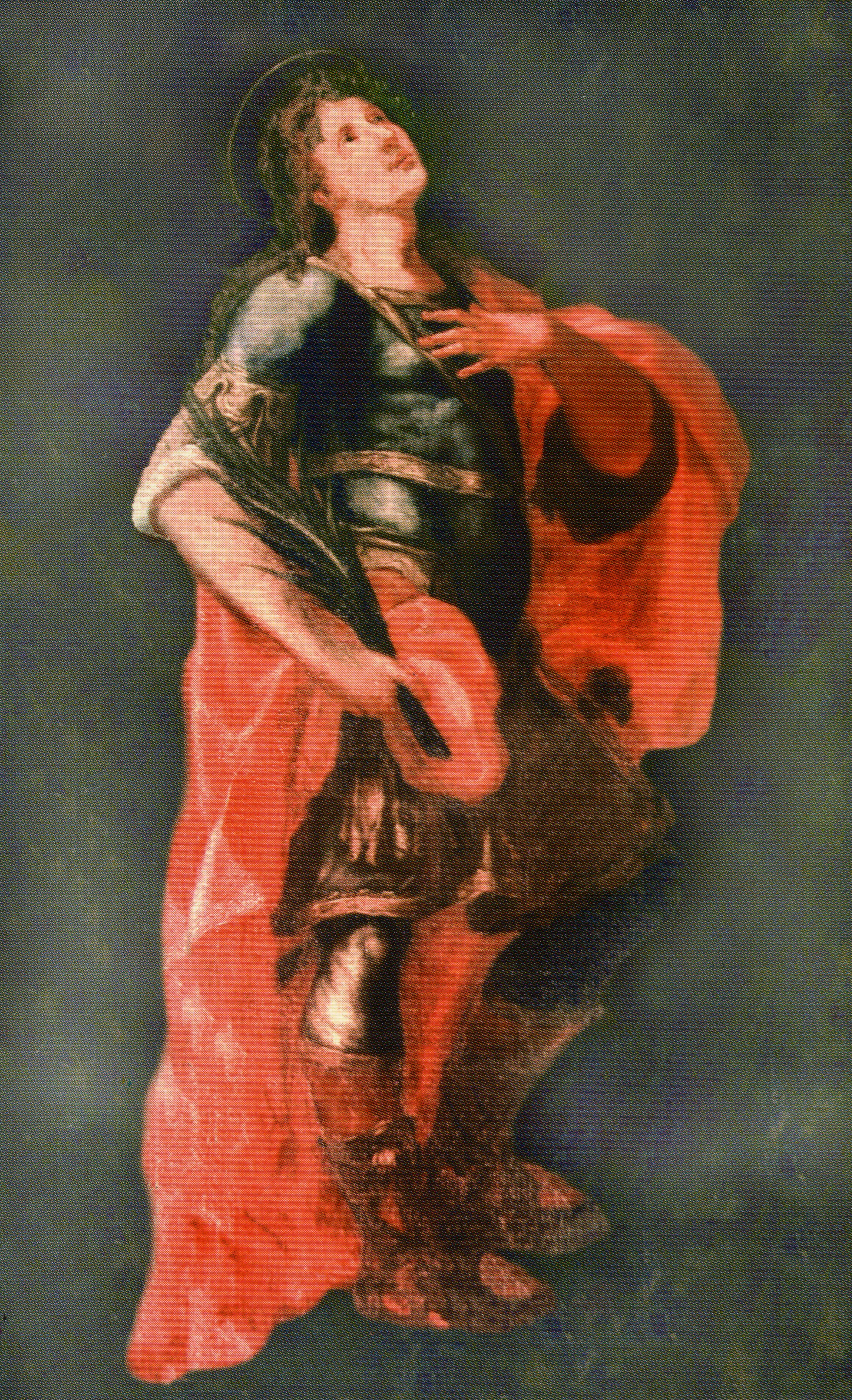
Onofrio Gabrieli, San Papino, particolare della pala d'altare, Chiesa di San Papino, Milazzo.

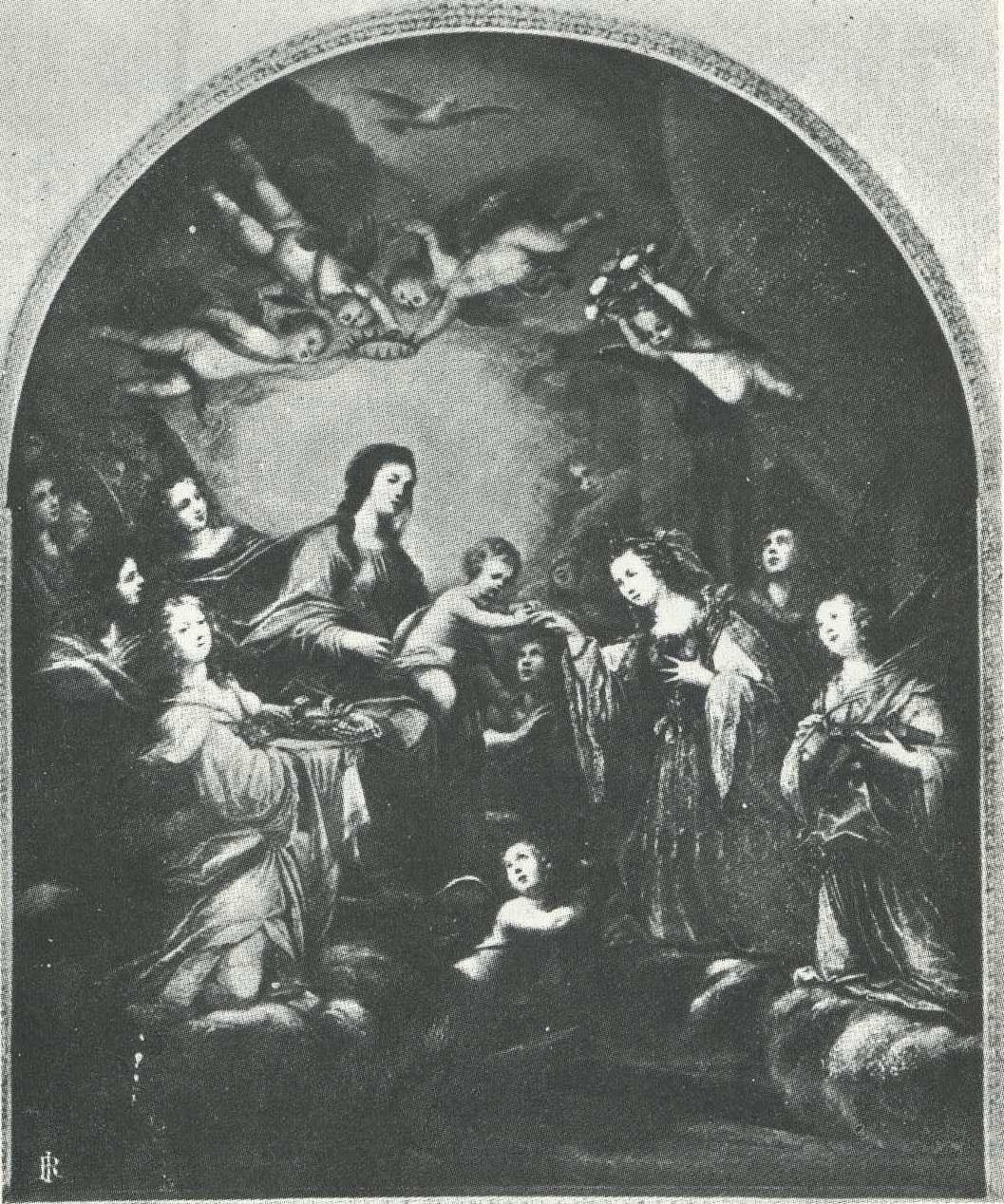
Sposalizio mistico di Santa Caterina.

Tra le opere presenti alla mostra erano presenti tele conservate a Randazzo, Siracusa, Milazzo, Monforte San Giorgio, Gesso, Messina, Padova e Montagnana.

In particolare a Messina si conserva l'opera "La Madonna del Soccorso", presente presso il Museo Regionale, e unica opera dell'artista rimasta in città a causa della distruzione di molte opere d'arte durante i terremoti del 1783 e del 1908.
Negli ultimi anni, sono venute alla luce nuove attribuzioni del Gabrieli: in particolare, a Milazzo, rispettivamente nella Chiesa di San Giuseppe e nella Chiesa di San Papino Martire la tela della parrocchia Stella Maris di Contesse, una tavoletta presente nel museo di Reggio Calabria ed una tela intitolata "L'Immacolata con il Bambino Gesù, Santa Chiara, San Giovanni Evangelista e San Nicolò", presente sull'altare maggiore della chiesa di Santa Chiara a Montelupone nelle Marche.
La tela di Montelupone, datata 1695, attribuita nel 1997 dal professor Stefano Papetti,  direttore delle Raccolte comunali di Ascoli Piceno, al Gabrieli, viene considerata un tassello importante che permetterebbe di approfondire il soggiorno del pittore ad Ancona.
Ultimamente sono tornati all'antico splendore gli affreschi della villa Borromeo di Padova  magistralmente restaurati da Donatella Fagioli ed attribuiti al Gabrieli.

Gli affreschi, presenti in quattro sale, trattano di numerosi episodi della Bibbia (Abramo, Giacobbe, Giuseppe, Mosè, Tobia ed Elia) intervallati da figure allegoriche.

Per numero, stato di conservazione e concetti espressi, gli affreschi, da molta parte della critica sono considerati la produzione più importante dell'opera pittorica di Onofrio Gabrieli.

### Catania e provincia
- 1674, Resurrezione di Lazzaro, dipinto, donazione della famiglia Romeo nel 1738, opera documentata nella chiesa di San Martino di Randazzo.
- 1680, Angelo Custode, dipinto, donazione della famiglia Romeo, opera documentata nella chiesa di San Martino di Randazzo.[1]
- XVII secolo, Cristo crocigero, dipinto, opera documentata nella chiesa di San Nicola di Randazzo.
- XVII secolo, Martirio di Sant'Agata, dipinto su tela, opera custodita nella basilica di Santa Maria Assunta di Randazzo.
- XVII secolo, Martirio di San Lorenzo, dipinto su tela, opera custodita nella basilica di Santa Maria Assunta di Randazzo.
- XVII secolo, Ciclo, dipinti su tela, opere custodite nella chiesa di Maria Santissima Annunziata di Randazzo.

### Messina e provincia
- 1664, Sposalizio di Santa Caterina, dipinto, opera documentata nella chiesa di San Paolo di Messina.[2][3][4]
- XVII secolo, Trittico, dipinti raffiguranti l'Assunzione della Vergine Maria tra Santa Lucia e Santa Caterina d'Alessandria, nella cimasa la tela raffigurante l'Eterno Padre (dispersa). Opera commissionata e documentata nella chiesa di Santa Maria dell'Itria del convento dell'Ordine dei frati minori cappuccini di Milazzo.
- XVII secolo, Bottega di San Giuseppe, opera commissionata e documentata nella chiesa di Santa Maria dell'Itria del convento dell'Ordine dei frati minori cappuccini di Milazzo.
- XVII secolo, San Giorgio e il drago, dipinto commissionato da nobili monfortesi i cui stemmi sono riprodotti in basso a destra, opera custodita nel duomo di San Giorgio di Monforte San Giorgio.
- XVII secolo, Martirio di Santa Barbara tra la Madonna del Rosario con San Domenico e Francesco d'Assisi . Proveniente dal paese di Santo Stefano Briga, e oggigiorno collocata nel transetto della chiesa parrocchiale Stella Maris, Minissale.

### Siracusa e provincia
- XVII secolo, Madonna della Lettera, dipinto custodito presso la chiesa del monastero di Santa Maria di Siracusa.

### Altre località
- XVII secolo, Il fuoco sceso dal cielo consuma l'olocausto di Elia, olio su tela, opera custodita nella Cappella della Madonna dei Carmini della basilica del Carmine di Padova.